# Église Saint-Pierre d'Amiens
Pour les articles homonymes, voir Église Saint-Pierre.
L'église Saint-Pierre d'Amiens est située dans le faubourg Saint-Pierre quartier du nord-est de la ville d'Amiens dans le département de la Somme. C'est un bâtiment de la reconstruction d'après la Seconde Guerre mondiale.

## Historique
L'église actuelle fut construite en 1958-59. Elle remplace un précédent édifice construit en style néo-gothique en 1857, sur les plans de l'architecte François Céleste Massenot collaborateur d'Eugène Viollet-le-Duc sur le chantier de la cathédrale d'Amiens. Cette église néogothique qui remplaçait elle-même un édifice plus ancien, fut détruite lors des bombardements allemands du 19 mai 1940 aux débuts de la Seconde Guerre mondiale.

## Caractéristiques
C'est l'architecte Max Evrard qui conçut les plans de la nouvelle église. Construit en  béton recouvert d'un parement de brique l'édifice a une forme parallélépipédique. Il est précédé par un parvis donnant sur la rue. Un campanile élancé est relié à l'église par une galerie couverte. La nef est prolongée par la chapelle des fonts baptismaux hémisphérique. La nef est éclairée par un fenestrage continu à redent.

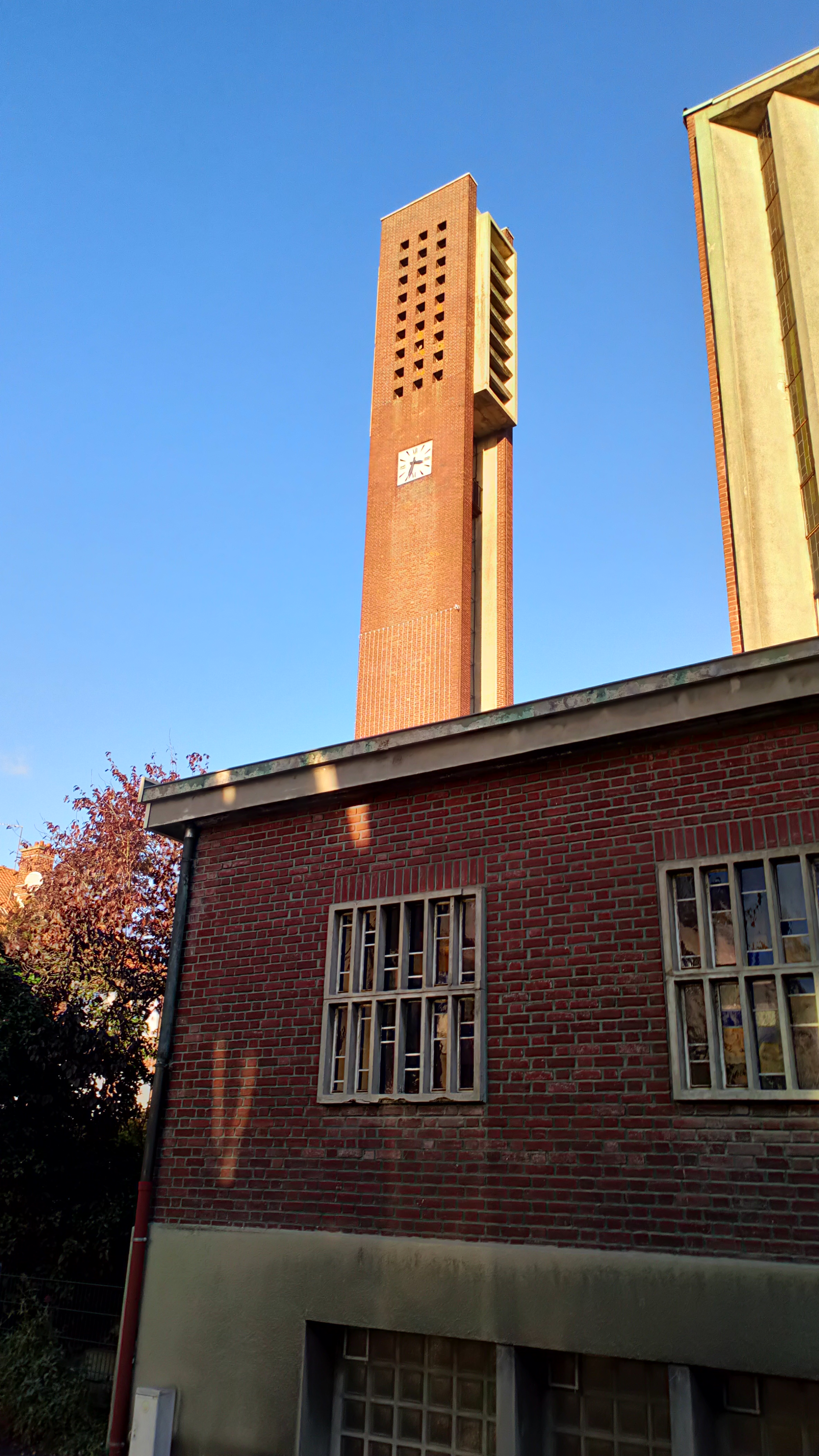
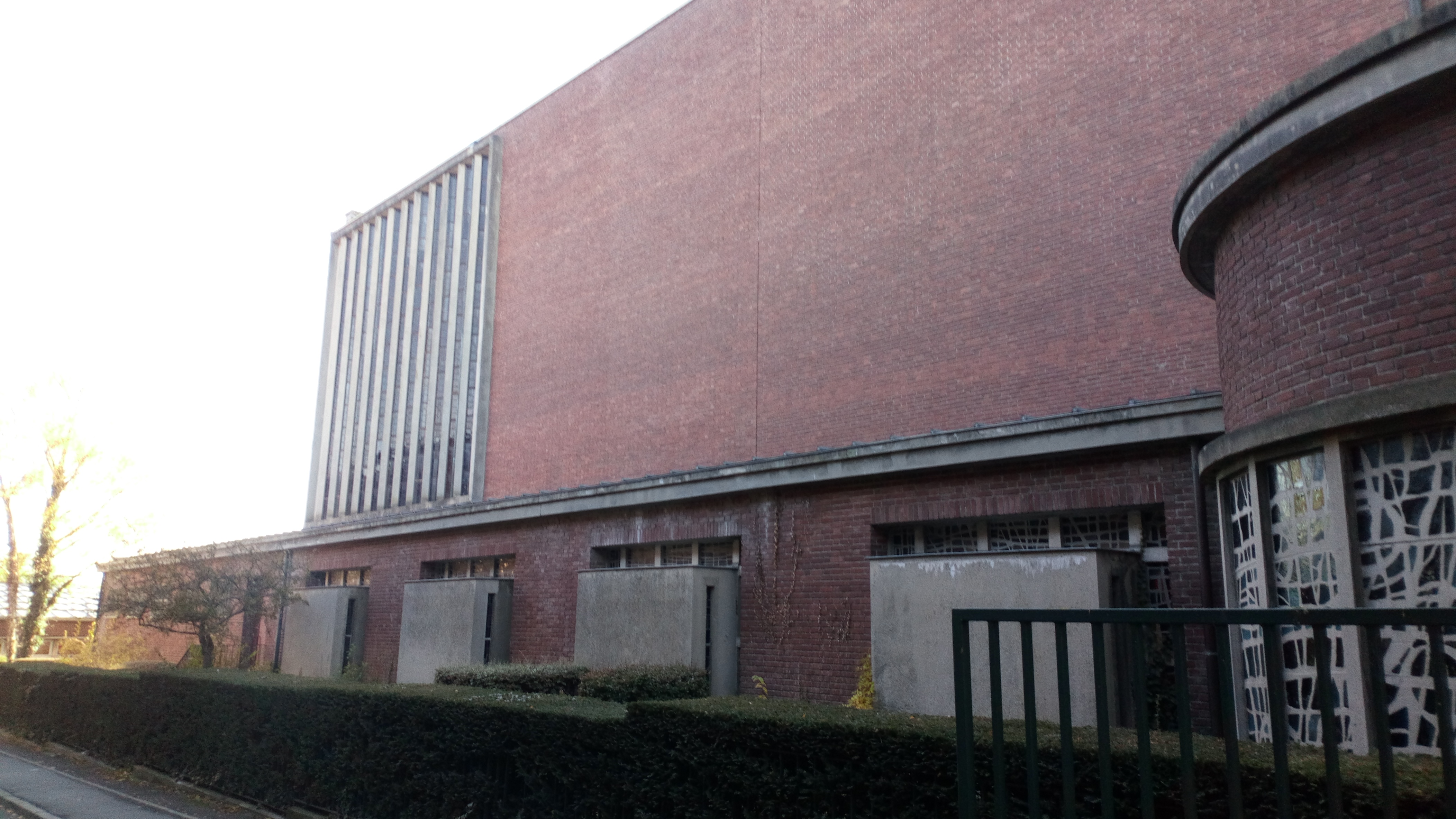
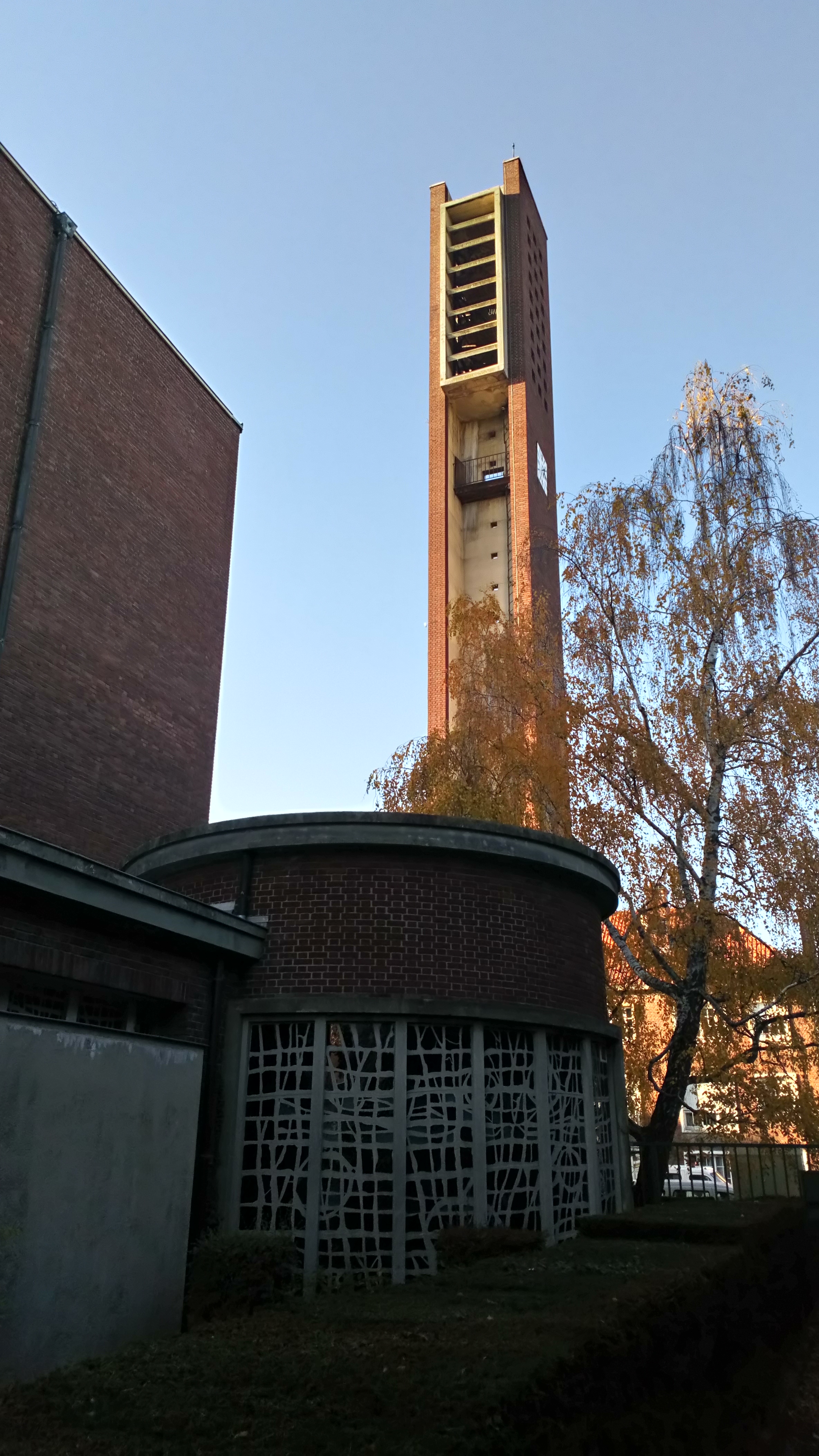
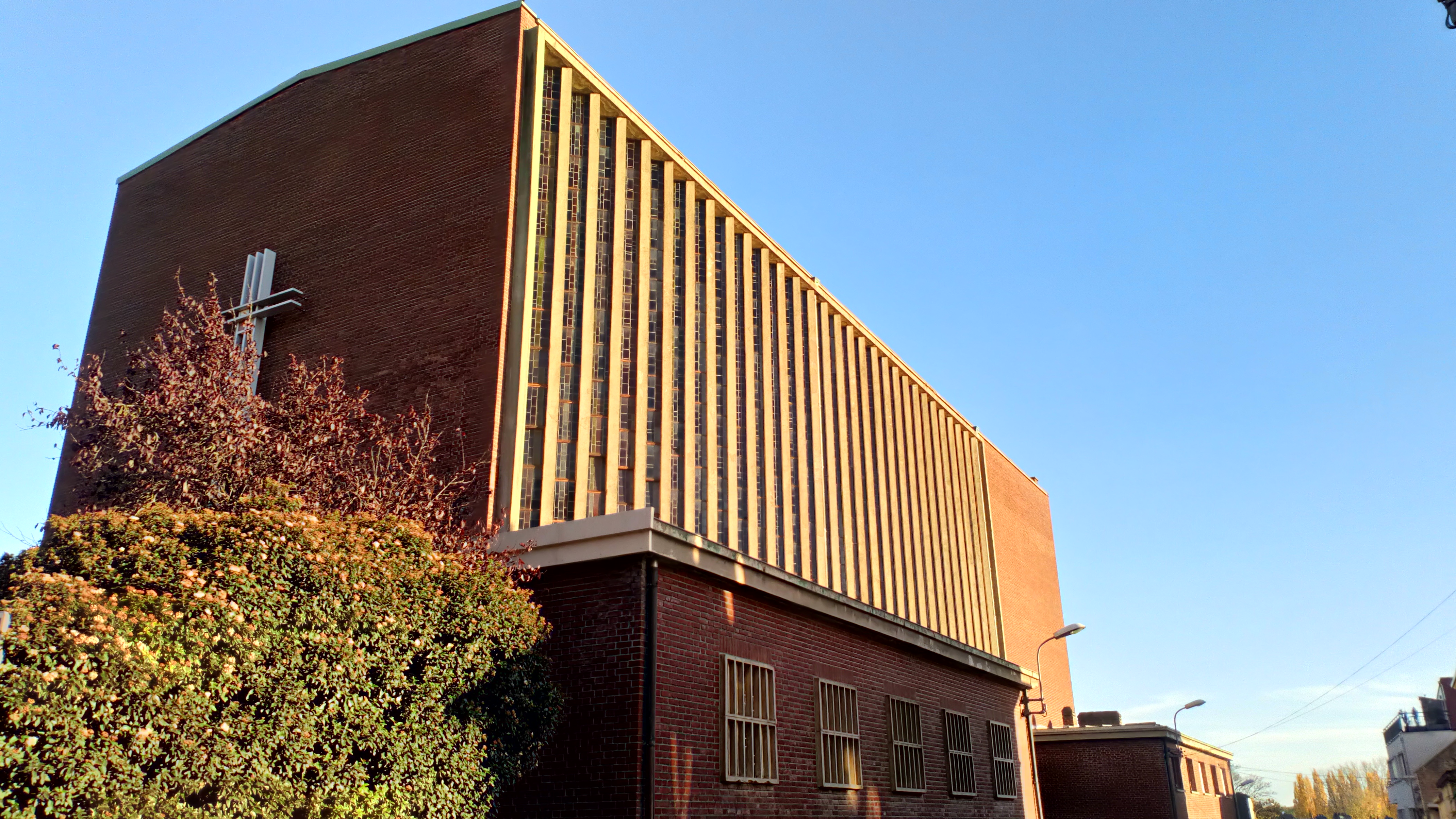